# Osieki Słupskie
Osieki Słupskie (kaszb. Òseczi, Òsowë lub Òsëchòwò, niem. Wusseken) – wieś-ulicówka w Polsce położona na Wysoczyźnie Damnickiej w województwie pomorskim, w powiecie słupskim, w gminie Ustka. 
Wieś jest częścią składową sołectwa Gąbino.
W latach 1975–1998 miejscowość administracyjnie należała do województwa słupskiego.

## Nazwa
Nazwa ma pochodzenie słowiańskie i wywodzi się od psł. *osěkъ „zasiek, drewniane umocnienie obronne” (por. stpl. osiek). Człon Słupskie został dodany dla odróżnienia od innych miejscowości o nazwie „Osieki”. Nazwa niemiecka jest adaptacją fonetyczną słowiańskiej nazwy pomorskiej.
W lokalnych gwarach słowińskich nazwa charakteryzowała się pewną wariantowością: obok podstawowej nazwy Vʉ̀ɵseђi Friedrich Lorentz odnotowuje także formy Vʉ̀ɵsɵvä i Vʉ̀ɵsäχɵvɵ (rekonstruowane w języku polskim jako *Osowy i *Osuchowo). Pierwsza wywodzi się od przymiotnika osowy („porośnięty osikami”, por. Osowa, Osowa Góra. Druga wywodzi się od psł. *osuxъ „suche miejsce na polu, bagnie”.
W przekazie gwarowym odnotowano także nazwy mieszkańców derywowane odpowiednio od nazwy:
- Vʉ̀ɵseђi – Vʉ̀ɵsečȯu̯n, Vʉ̀ɵsečȯu̯nkă „osieczanin, osieczanka”[8],
- Vʉ̀ɵsɵvä – Vʉ̀ɵsɵvjȯu̯n, Vʉ̀ɵsɵvjȯu̯nkă „osowianin, osowianka”[8].

Rada Języka Kaszubskiego proponuje kaszubską formę nazwy Òseczi Słëpsczé.